# FC Barcelona in het seizoen 2025/26
Het seizoen 2025/2026 van Fútbol Club Barcelona is het 126-jarig bestaan van de club en het 95e opeenvolgende seizoen in de Spaanse Primera División. In het aankomende seizoen neemt de club deel aan de Copa del Rey, de Supercopa de España en de UEFA Champions League.
FC Barcelona speelt voor het eerst sinds het seizoen 2022/23 zijn officiële thuiswedstrijden weer in het verbouwde Camp Nou.

## Achtergrond
Het won in het voorgaande seizoen de Primera División, de Copa del Rey en de Supercopa de España, en bereikte de halve finale van de UEFA Champions League. Daarmee behaalde het de domestic treble.

## Selectie 2025/26

### Eerste elftal
| Nr.         | Nat.                      | Naam                  | Contract tot | Geboortedatum     | Vorige club       |
| ----------- | ------------------------- | --------------------- | ------------ | ----------------- | ----------------- |
| Doelmannen  |                           |                       |              |                   |                   |
| 1           | Vlag van Duitsland        | Marc-André ter Stegen | 30 juni 2028 | 30 april 1992     | Mönchengladbach   |
| 13          | Vlag van Spanje           | Joan García           | 30 juni 2031 | 4 mei 2001        | Espanyol          |
| 25          | Vlag van Polen            | Wojciech Szczęsny     | 30 juni 2025 | 18 april 1990     | Transfervrij      |
| 31          | Vlag van Verenigde Staten | Diego Kochen          | 30 juni 2028 | 19 maart 2006     | La Masia          |
| Verdediging |                           |                       |              |                   |                   |
| 2           | Vlag van Spanje           | Pau Cubarsí           | 30 juni 2026 | 22 januari 2007   | La Masia          |
| 3           | Vlag van Spanje           | Alejandro Baldé       | 30 juni 2024 | 18 oktober 2003   | La Masia          |
| 4           | Vlag van Uruguay          | Ronald Araújo         | 30 juni 2031 | 7 maart 1999      | La Masia          |
| 15          | Vlag van Denemarken       | Andreas Christensen   | 30 juni 2026 | 10 april 1996     | Chelsea           |
| 23          | Vlag van Frankrijk        | Jules Koundé          | 30 juni 2027 | 12 november 1998  | Sevilla           |
| 24          | Vlag van Spanje           | Eric García           | 30 juni 2026 | 9 januari 2001    | Manchester City   |
| 26          | Vlag van Spanje           | Jofre Torrents        | 30 juni 2028 | 28 januari 2007   | La Masia          |
| 32          | Vlag van Spanje           | Héctor Fort           | 30 juni 2026 | 2 augustus 2005   | La Masia          |
| Middenveld  |                           |                       |              |                   |                   |
| 6           | Vlag van Spanje           | Gavi                  | 30 juni 2030 | 5 augustus 2004   | La Masia          |
| 8           | Vlag van Spanje           | Pedri                 | 30 juni 2030 | 25 november 2002  | UD Las Palmas     |
| 16          | Vlag van Spanje           | Fermín López          | 30 juni 2027 | 11 mei 2003       | La Masia          |
| 17          | Vlag van Spanje           | Marc Casadó           | 30 juni 2028 | 14 september 2003 | La Masia          |
| 20          | Vlag van Spanje           | Dani Olmo             | 30 juni 2030 | 7 mei 1998        | RB Leipzig        |
| 21          | Vlag van Nederland        | Frenkie de Jong       | 30 juni 2026 | 12 mei 1997       | Ajax              |
| 30          | Vlag van Spanje           | Guille Fernández      | 30 juni 2027 | 18 juni 2008      | La Masia          |
| Aanval      |                           |                       |              |                   |                   |
| 7           | Vlag van Spanje           | Ferran Torres         | 30 juni 2027 | 29 februari 2000  | Manchester City   |
| 9           | Vlag van Polen            | Robert Lewandowski    | 30 juni 2025 | 21 augustus 1988  | Bayern München    |
| 10          | Vlag van Spanje           | Lamine Yamal          | 30 juni 2031 | 13 juli 2007      | La Masia          |
| 11          | Vlag van Brazilië         | Raphinha              | 30 juni 2028 | 14 december 1996  | Leeds United      |
| 14          | Vlag van Engeland         | Marcus Rashford       | 30 juni 2026 | 31 oktober 1997   | Manchester United |
| 19          | Vlag van Zweden           | Roony Bardghji        | 30 juni 2029 | 15 november 2005  | FC Kopenhagen     |
| 29          | Vlag van Spanje           | Toni Fernández        | 30 juni 2027 | 15 juli 2008      | La Masia          |

Bijgewerkt t/m 19 augustus 2025. Bron: LaLiga, Transfermarkt
 = Aanvoerder

## Transfers 2025/26

### Zomer

#### Aangetrokken 2025/26
| Nat.               | Naam            | Van                | Bijzonderheden |
| ------------------ | --------------- | ------------------ | -------------- |
| Vlag van Frankrijk | Clément Lenglet | Atlético de Madrid | Einde huur     |
| Vlag van Spanje    | Álex Valle      | Como 1907          | Einde huur     |
| Vlag van Spanje    | Oriol Romeu     | Girona             | Einde huur     |
| Vlag van Spanje    | Joan García     | RCD Espanyol       | € 26.400.000   |
| Vlag van Zweden    | Roony Bardghji  | FC Kopenhagen      | € 2.500.000    |
| Vlag van Engeland  | Marcus Rashford | Manchester United  | Huurbasis      |
| Totaal             | Totaal          | Totaal             | € 29,5 miljoen |

#### Vertrokken 2025/26
| Nat.               | Naam            | Van                | Bijzonderheden |
| ------------------ | --------------- | ------------------ | -------------- |
| Vlag van Spanje    | Álex Valle      | Como 1907          | € 6.000.000    |
| Vlag van Frankrijk | Clément Lenglet | Atlético de Madrid | Transfervrij*  |
| Vlag van Spanje    | Ansu Fati       | AS Monaco          | Huurbasis      |
| Vlag van Spanje    | Pablo Torre     | RCD Mallorca       | € 5.000.000    |
| Vlag van Spanje    | Pau Víctor      | SC Braga           | € 12.000.000   |
| Vlag van Spanje    | Iñigo Martínez  | Al-Nassr           | Transfervrij   |
| Totaal             | Totaal          | Totaal             | € 23 miljoen   |

Bijgewerkt t/m 25 juli 2025.
*= De club liet de speler transfervrij gaan met doorverkooprechten bij een toekomstige transfer.

## Staf 2025/26
|                          | Functie                 | Naam      | Nationaliteit |
| Coach                    | Hansi Flick             | Duitsland |               |
| Assistent-coach          | Marcus Sorg             | Duitsland |               |
| Assistent-coach          | Toni Tapalović          | Duitsland |               |
| Assistent-coach          | Heiko Westermann        | Duitsland |               |
| Fysiektrainer            | Julio Tous              | Spanje    |               |
| Fysiektrainer            | Pepe Conde              | Spanje    |               |
| Fysiektrainer            | Rafael Maldonado        | Spanje    |               |
| Fitness en krachttrainer | Germán Fernández        | Spanje    |               |
| Keeperstrainer           | José Ramón de la Fuente | Spanje    |               |

Bijgewerkt t/m juli 2025.

## Uitrustingen 2025/26
- Kledingmerk: Nike
- Sponsors: Spotify (voorkant) / Ambilight TV (mouw) / UNHCR (achterkant)

| Thuis    | Uit        | Derde    | Senyera  |
| Keeper 1 | Keeper 2   | Keeper 3 | Keeper 4 |
| Training | Training 2 |          |          |

## Resultaten 2025/26
| Competitie            | Resultaat |
| --------------------- | --------- |
| Primera División      |           |
| Copa del Rey          |           |
| Supercopa de España   |           |
| UEFA Champions League |           |

## Wedstrijden 2025/26

### Oefenwedstrijden
| Soort              | Datum            | Wedstrijd                  | Uitslag |
| ------------------ | ---------------- | -------------------------- | ------- |
| Asia Tour          | 27 juli 2025     | Vissel Kobe – FC Barcelona | 1–3     |
| Asia Tour          | 31 juli 2025     | FC Seoul – FC Barcelona    | 3–7     |
| Asia Tour          | 4 augustus 2025  | Daegu FC – FC Barcelona    | 0–5     |
| Trofeu Joan Gamper | 10 augustus 2025 | FC Barcelona – Como 1907   | 5–0     |

### Primera División
| Datum            | Wedstrijd                   | Uitslag | Stadion            |
| ---------------- | --------------------------- | ------- | ------------------ |
| 16 augustus 2025 | RCD Mallorca – FC Barcelona | 0–3     | Estadi de Son Moix |